# Полуторний булінь

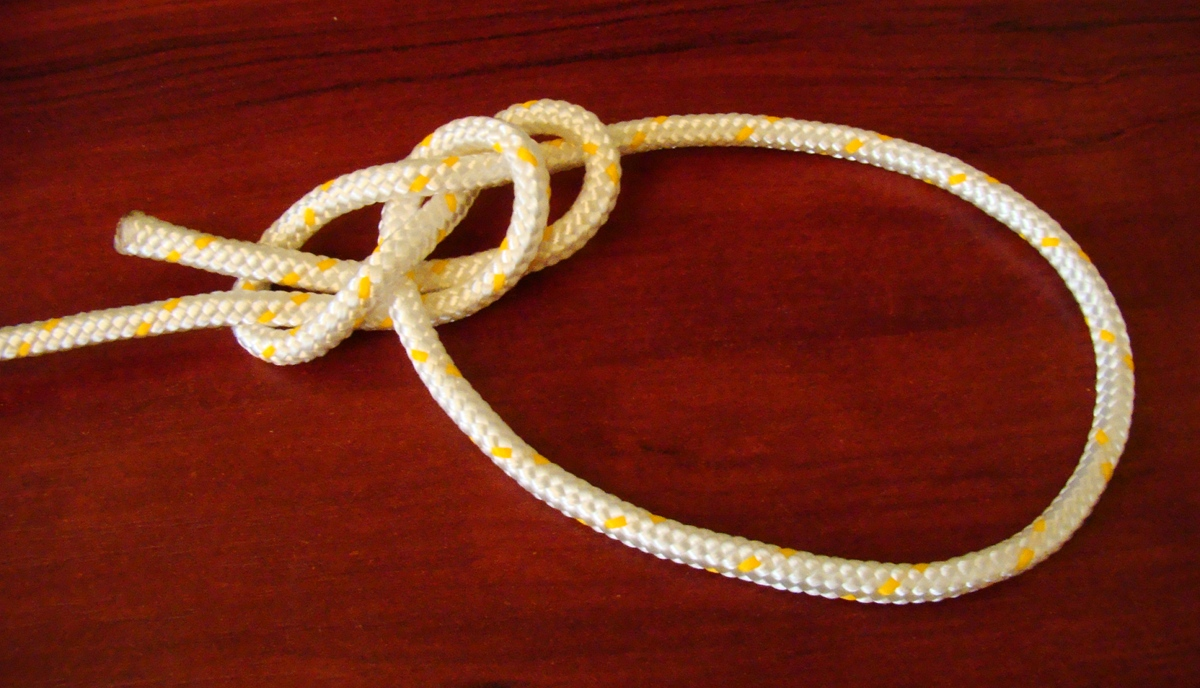

Полуторний булінь — один із варіантів вузла булінь. Незатягувальна кінцева петля.

## Застосування
- У першу чергу — для отримання незатягувальної петлі.
- Використовується для створення петлі на кінці прямої мотузки.
- Для кріплення мотузки до кілець, проушин тощо.
- Для обв'язування навколо опори (дерево, стовп, та ін.)
- Для зв'язування мотузок.
- Використовується на малих вітрильних судах.
- Широко використовується в театрі.
- Широко використовується як рятівний вузол, оскільки його можливо обв'язати навколо себе однією рукою.
- Використовується для страховки або підняття людей.

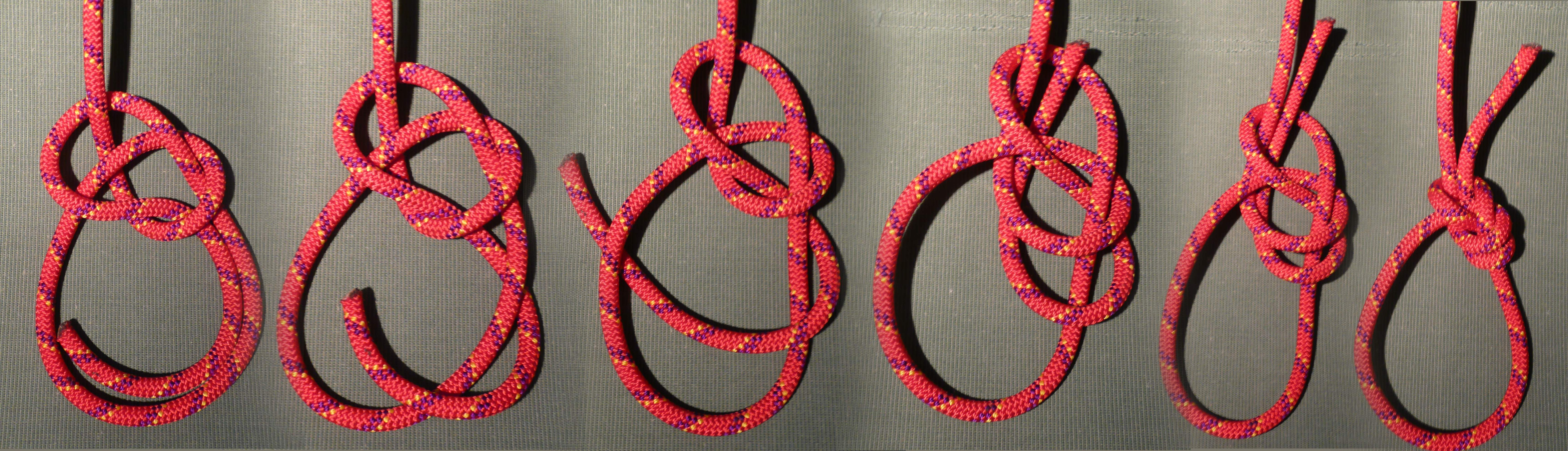

## Властивості
Вузол, не розв'язується, але й не затягується під навантаженням, дозволяє легко розв'язати себе, коли навантаження зняте.